# Piliocalyx eugenioides
Piliocalyx eugenioides är en myrtenväxtart som beskrevs av André Guillaumin. Piliocalyx eugenioides ingår i släktet Piliocalyx och familjen myrtenväxter. IUCN kategoriserar arten globalt som starkt hotad.
Artens utbredningsområde är Nya Kaledonien. Inga underarter finns listade i Catalogue of Life.